# Frieda Barnhard
Frieda Barnhard (Sleeuwijk, 1995) is een Nederlandse actrice.

## Loopbaan
Frieda Barnhard studeerde in 2018 af aan de Amsterdamse Toneelschool & Kleinkunstacademie. Hierna speelde zij in verschillende korte films zoals Beast en Het Meisje Dat Vervloekt Was, maar ook vertolkte zij de rol van de jonge Astrid Holleeder in de tv serie Judas. Hierna volgden series als Ares en Bestseller Boy, en de films Nr. 10, Kiddo en Melk. Voor haar hoofdrol in de film Kiddo werd ze genomineerd voor een Gouden Kalf.
Op het toneel speelde Barnhard rollen in De Dokter van Internationaal Theater Amsterdam, en Showmeister van Theater Oostpool. Voor haar rol in Age of Rage won ze in 2021 De Zilveren Krekel voor de meest indrukwekkende podiumprestatie binnen jeugdtheater.